# Opowieści Mamy Mirabelle
Opowieści Mamy Mirabelle (ang. Mama Mirabelle's Home Movies, 2007-2008) – amerykańsko-brytyjski serial animowany, wyprodukowany w 2007 roku.

## Fabuła
Główną bohaterką jest Mama Mirabelle, sympatyczna słonica, która opiekuje się grupą młodych zwierząt na afrykańskiej sawannie. W skład jej podopiecznych wchodzą m.in. słonik Maksio, gepard Gepcio oraz zebra Zebcia.
W każdym odcinku Mama Mirabelle prezentuje swoim młodym przyjaciołom filmy edukacyjne, ukazujące życie różnych zwierząt z całego świata. Dzięki tym projekcjom młode zwierzęta uczą się o różnorodności przyrody, zachowaniach innych gatunków oraz znaczeniu ochrony środowiska.
Serial łączy elementy animacji z materiałami filmowymi przedstawiającymi prawdziwe zwierzęta, co czyni go zarówno edukacyjnym, jak i rozrywkowym. Dzieci, oglądając przygody Mamy Mirabelle i jej podopiecznych, zdobywają wiedzę na temat fauny z różnych zakątków świata, rozwijając przy tym empatię i zrozumienie dla przyrody.

## Spis odcinków
| N/o            | Polski tytuł                       | Angielski tytuł                                   |
| -------------- | ---------------------------------- | ------------------------------------------------- |
|                |                                    |                                                   |
| SERIA PIERWSZA |                                    |                                                   |
|                |                                    |                                                   |
| 01             | Kiedy będę duży?                   | Elephant Walk                                     |
| 01             | Dźwięki Savanny                    | Sounds of the Savanna                             |
|                |                                    |                                                   |
| 02             | Drobna pomoc przyjaciół            | A Little Help From My Friends                     |
| 02             | Dzieci rosną                       | Baby of a Different Stripe                        |
|                |                                    |                                                   |
| 03             | Zabawa w chowanego                 | Hide and Go Seek                                  |
| 03             | Tell Me About It                   |                                                   |
|                |                                    |                                                   |
| 04             | Noc z Wombatem                     | To Sleep with Wombats                             |
| 04             | Zwierzęta rozmawiają               | All Creatures Great and Small                     |
|                |                                    |                                                   |
| 05             | Jak trafić do domu?                | Anybody Home?                                     |
| 05             | Healthy Habits                     |                                                   |
|                |                                    |                                                   |
| 06             | Ulubiona zabawa                    | Play’s the Thing                                  |
| 06             | Sam Spades of the Savanna          |                                                   |
|                |                                    |                                                   |
| 07             |                                    | Gourmet Grazing                                   |
| 07             | Królowie Sawanny                   | Kings and Queens of the Savanna                   |
|                |                                    |                                                   |
| 08             | Robale                             | I Spy                                             |
| 08             | Zmysły                             | Eyes, Ears, Noses and Trunks                      |
|                |                                    |                                                   |
| 09             |                                    | The Boy Can Blow                                  |
| 09             | I Don’t like Spiders and Snakes    |                                                   |
|                |                                    |                                                   |
| 10             | Do czego służy ogon?               | What’s in a Tail?                                 |
| 10             | Footprints in the Sand             |                                                   |
|                |                                    |                                                   |
| 11             | Tropiciele                         | Here Today, Gone Tomorrow                         |
| 11             | Nikt nie jest doskonały            | Nobody’s Perfect                                  |
|                |                                    |                                                   |
| 12             | Kto zabrał piórko                  | Things That Go Yip, Howl and Screech in the Night |
| 12             | Każdy, czasem choruje              | Cracking the Code                                 |
|                |                                    |                                                   |
| 13             | Odgłosy nocy                       | A Savanna Kwaanza                                 |
| 13             | Byłaś, słodkim maleństwem          | You Must Have Been a Beautiful Baby               |
|                |                                    |                                                   |
| 14             | Święto                             | Change is Gonna Come                              |
| 14             | Kto siedzi w jajku                 | Trumpet While You Work                            |
|                |                                    |                                                   |
| 15             | Nos wie najlepiej                  | Spot the Difference                               |
| 15             | Czy widzicie to co ja?             | Hot and Cold Running Critters                     |
|                |                                    |                                                   |
| 16             | Dlaczego zebry nie potrafią latać? | Why Zebras Can’t Fly                              |
| 16             | Bohaterowie Sawanny                | Super Duper Savanna Animals                       |
|                |                                    |                                                   |
| 17             | Jaka jest różnica                  | Come Out of Your Shell                            |
| 17             | Podróż do Australii                | Travels with Mama                                 |
|                |                                    |                                                   |
| 18             | Bohaterowie Sawanny                | Tales of the Galapagos                            |
| 18             | Wyspy Galapagos                    | Happy Habits                                      |
|                |                                    |                                                   |
| 19             | Gdzie są zwierzęta                 | Savanna Lullaby                                   |
| 19             | Kołysanka o Sawannie               | It Gives You Paws                                 |
|                |                                    |                                                   |
| 20             |                                    | Out of Reach                                      |
| 20             | Rodzinne zwyczaje                  | Family Style                                      |
|                |                                    |                                                   |
| 21             | Rdzawe zwyczaje                    | Curtain Up!                                       |
| 21             | Pokaz talentów                     | Listen Up!                                        |
|                |                                    |                                                   |
| 22             | Deszczowy dzień                    | Rainy Day Blues                                   |
| 22             | Take Me to the Water               |                                                   |
|                |                                    |                                                   |
| 23             | Jak trafić do domu?                | Find Your Way Home                                |
| 23             | Nos wie najlepiej                  | The Nose Knows                                    |
|                |                                    |                                                   |
| 24             | Zwierzaki pomieszaki               | Jumbled Jungle                                    |
| 24             | Troche prywatności                 | Alone Together                                    |
|                |                                    |                                                   |
| 25             | Czy widzicie to co ja?             | Do You See What I See                             |
| 25             | Muddy Wonderland                   |                                                   |
|                |                                    |                                                   |
| 26             |                                    | Have You Heard?                                   |
| 26             | Urodziny Mamy Mirabelle            | This is Mama’s World                              |
|                |                                    |                                                   |